# 흥녕군 (1554년)
흥녕군 이수전(興寧君 李秀荃, 1554년 12월 24일 - 1605년 11월 19일)은 조선 중기의 왕족으로 본관은 전주, 자는 경형(景馨), 호는 유문(柳門)이다. 중종의 서4자 영양군 이거(永陽君 李山+巨)의 양자이며, 생부는 성종의 12서자 무산군 이종(茂山君 李悰)의 6남 부안군(扶安君) 이석수(李碩壽)이다. 후일 그의 묘소 주변으로 동작동 서울현충원이 들어섰다.
처음 흥녕부정에 제수되었다. 임진왜란 당시 광해군의 분조에 합류했으며, 경기도 송도의 목청전에 종묘의 신주를 묻고 황해도 평산으로 갔다가 비판받고 다시 돌아가 종묘의 신주를 가져왔다. 후에 호성원종공신에 책록되고 흥녕군으로 진봉되었다.

## 생애
조선 중기의 왕족으로 자는 경형(景馨), 호는 유문(柳門)이다. 제11대 중종의 양손자이며, 제9대 성종의 12왕자 무산군 이종(茂山君 李悰)의 손자이다. 아버지는 중종과 창빈 안씨 소생 4번째 서자 영양군 이거이며, 어머니는 경양군부인 순흥안씨(景陽郡夫人 順興安氏)이다. 생부는 무산군의 6남 부안군(扶安君) 이석수(李碩壽)이고, 생모는 현부인 평강채씨이다. 부인은 군부인 풍천임씨(郡夫人 豊川任氏)로, 판윤 문정공(文靖公) 풍천인(豊川人) 임열(任說)의 딸이다.
부안군의 아들로 갑인(甲寅) 1554년(명종 9) 12월 24일 탄생하였다. 초수 흥녕부정(興寧副正)에 제수되었다. 후일 영양군 거의 양자가 되었으며, 선조 즉위 후 한때 문제가 되었으나 이미 그를 후사로 정했으므로 바꿔서는 안된다는 옥당의 상주로, 문제제기는 없었던 일이 되었다. 1592년 임진왜란이 일어나자 선조는 파천하면서 광해군을 세자로 책봉하고 조정을 둘로 나누어 피난갈 때, 흥녕군은 광해군을 배행(陪行)하여 광해군 분조에 참여하였다. 일설에는 선조의 어가가 피난을 이미 떠난 뒤, 창덕궁 동구(洞口)에서 기자헌을 만나 같이 선조의 어가 행렬에 참여하고자 했으나, 동대문에 이르러 이미 선조의 어가 행렬을 놓쳤다는 설도 있다.
경기도 송도(松都, 개성시)에 이르러 목청전(穆淸殿, 개성에 있는 이성계가 왕이 되기 전에 살던 집)의 뜰에 종묘의 신주를 땅에 묻는 매안(埋安)을 하고 평산의 의흥역(義興驛)으로 왔다. 나중에 이 사실을 알게 된 여러 신하들과 종실(宗室)의 인물들이 모두 놀랐다. 이 때 종행(從行)하던 여러 신하들의 의견이 일치하지 않았다. 흥녕군이 말하기를 "신하들과 백성들을 이어주는 것은 오직 종묘 사직인데 이것을 매안하고 말았으니 크게 잘못되었다."고 하고, 바로 윤두수(尹斗壽) 등과 함께 말을 달려 개성 목청전에 매안한 종묘의 신주를 도로 가져왔다고 한다.
1598년(선조 30) 임진왜란 당시 그의 처의 오빠인 연안부사의 임지로 가서 군량을 실은 배를 빼앗았던 일로 사간원으로부터 탄핵을 당하고, 추고받았다.
가덕대부(嘉德大夫)로 승작, 흥녕군(興寧君)에 봉작되었고, 호성원종공신(扈聖原從功臣)에 책록되었다. 1605년(선조 38) 11월 19일 향년 52세로 죽었다. 경기도 과천군 상북면 동작리 창빈안씨 묘 오른쪽 언덕 오좌(午坐)로 예장하였다. 후일 대한민국시대에 와서 그의 묘소, 창빈 안씨 묘소 주변으로 동작동 현충원이 들어섰다. 그의 묘소 근처에는 양부 영양군 묘, 양조모 창빈안씨 묘, 건너편 연못 너머 언덕에 생부 부안군 이석수와 본생 조카 순안군 이선룡의 묘소 등이 소재해 있다.

## 가족 관계
- 양아버지 : 영양군 이거(永陽君 李山+巨), 중종의 서4자
- 양어머니 : 경양군부인 안씨(景陽郡夫人 安氏), 사포서사포 증 찬성 순흥인(順興人) 안세형(安世亨)의 딸
- 생부 : 부안군(扶安君) 이석수(李碩壽), 성종의 12서자 무산군 이종(茂山君 李悰)의 6남.
- 생모 : 현부인 평강채씨
- 부인 : 군부인 풍천임씨(郡夫人 豊川任氏), 판윤(判尹) 문정공(文靖公) 풍천인 임열(任說)의 딸.
  - 장남 : 풍해군 이잠(豊海君 李潜, 1585∼1648)
  - 차남 : 풍릉수 이혼(豊陵守 李混)
  - 딸 : 이씨, 참판 밀양인 박정길(朴鼎吉)에게 출가, 현감 박채(朴綵)의 아들